# Luigi Castaldo
Luigi Castaldo (Giugliano in Campania, 2 maggio 1982) è un calciatore italiano, attaccante del  Rangers Qualiano.

## Carriera
La sua carriera si è interamente svolta in Campania, se si eccettua un'infruttuosa parentesi nelle Marche, durante il breve periodo all'Ancona, squadra con la quale colleziona appena due presenze in serie B. Dopo due brevi esperienze con le maglie di Benevento e Puteolana, nell'estate del 2003 firma con la Juve Stabia. Con il club napoletano disputa quattro stagioni, divenendone uno dei migliori marcatori della storia con 38 reti, realizzate in tutte le competizioni ufficiali. Al termine della terza annata con la casacca delle vespe, passa al Siena, società militante nel massimo campionato italiano. L'esperienza in Toscana dura tuttavia poche settimane: il calciatore lascia arbitrariamente il ritiro precampionato per far ritorno a Castellammare di Stabia.
Nel 2007 firma il contratto che lo legherà al Benevento per le tre stagioni successive, collezionando complessivamente 88 presenze e 22 reti. Nell'estate del 2010 si trasferisce alla Nocerina, squadra con la quale conquista una storica promozione in serie B e gioca tra i cadetti nella stagione 2011/2012. 
Dopo due anni con i molossi, inizia la lunga parentesi all'Avellino. Con il club irpino disputa sei stagioni, delle quali cinque in serie B, entrando nella storia del club come miglior marcatore (70 reti). 
Nel 2018, dopo l'esclusione dell'Avellino dal campionato, si trasferisce alla Casertana, vincendo la classifica marcatori del girone C di serie C (17 gol). Resta nella città della Reggia sino al 2021, anno in cui si trasferisce alla Paganese.
Nell'estate successiva firma con l'Afragolese, tornando a calcare i campi della quarta serie. Dopo un anno, il 23 settembre 2023, firma con il Gladiator, storica compagine casertana militante in serie D. Il 27 settembre 2024 firma per il Montecalcio, squadra che milita nel campionato di Eccellenza e allenata da Diego Armando Maradona Jr.

## Statistiche

### Presenze e reti nei club
Statistiche aggiornate al 5 gennaio 2024.
| Stagione           | Squadra            | Campionato         | Campionato | Campionato | Coppe nazionali | Coppe nazionali | Coppe nazionali | Coppe continentali | Coppe continentali | Coppe continentali | Altre coppe | Altre coppe | Altre coppe | Totale | Totale |
| Stagione           | Squadra            | Comp               | Pres       | Reti       | Comp            | Pres            | Reti            | Comp               | Pres               | Reti               | Comp        | Pres        | Reti        | Pres   | Reti   |
| ------------------ | ------------------ | ------------------ | ---------- | ---------- | --------------- | --------------- | --------------- | ------------------ | ------------------ | ------------------ | ----------- | ----------- | ----------- | ------ | ------ |
| 2000-gen. 2001     | Puteolana          | C2                 | 10         | 1          | CI-C            | ?               | ?               | -                  | -                  | -                  | -           | -           | -           | 10+    | 1+     |
| gen.-giu. 2001     | Ancona             | B                  | 2          | 0          | -               | -               | -               | -                  | -                  | -                  | -           | -           | -           | 2      | 0      |
| 2001-2002          | Benevento          | C1                 | 0          | 0          | CI-C            | ?               | ?               | -                  | -                  | -                  | -           | -           | -           | 0+     | 0+     |
| 2002-2003          | Puteolana          | C2                 | 29         | 2          | CI-C            | ?               | ?               | -                  | -                  | -                  | -           | -           | -           | 29+    | 2+     |
| Totale Puteolana   | Totale Puteolana   | Totale Puteolana   | 39         | 3          |                 | ?               | ?               |                    | -                  | -                  |             | -           | -           | 39+    | 3+     |
| 2003-2004          | Juve Stabia        | D                  | 26         | 12         | CI-D            | ?               | ?               | -                  | -                  | -                  | -           | -           | -           | 26+    | 12+    |
| 2004-2005          | Juve Stabia        | C2                 | 32+2       | 11+0       | CI-C            | ?               | ?               | -                  | -                  | -                  | -           | -           | -           | 34     | 11     |
| 2005-2006          | Juve Stabia        | C1                 | 29+2       | 8+1        | CI+CI-C         | 1+?             | 1+?             | -                  | -                  | -                  | -           | -           | -           | 32+    | 10+    |
| 2006-2007          | Juve Stabia        | C1                 | 25         | 5          | CI-C            | ?               | ?               | -                  | -                  | -                  | -           | -           | -           | 25+    | 5+     |
| Totale Juve Stabia | Totale Juve Stabia | Totale Juve Stabia | 112+4      | 36+1       |                 | 1+              | 1+              |                    | -                  | -                  |             | -           | -           | 117    | 38     |
| 2007-2008          | Benevento          | C2                 | 19         | 8          | CI-C            | ?               | ?               | -                  | -                  | -                  | SL-C2       | 0           | 0           | 19     | 8      |
| 2008-2009          | Benevento          | 1D                 | 28+4       | 7          | CI+CI-LP        | 3+0             | 0               | -                  | -                  | -                  | -           | -           | -           | 35     | 7      |
| 2009-2010          | Benevento          | 1D                 | 29+2       | 7          | CI+CI-LP        | 2+1             | 0               | -                  | -                  | -                  | -           | -           | -           | 32     | 7      |
| Totale Benevento   | Totale Benevento   | Totale Benevento   | 76+6       | 22         |                 | 6               | 0               |                    | -                  | -                  |             | 0           | 0           | 88     | 22     |
| 2010-2011          | Nocerina           | 1D                 | 31         | 10         | CI-LP           | 5               | 4               | -                  | -                  | -                  | SL-PD       | 2           | 1           | 38     | 15     |
| 2011-2012          | Nocerina           | B                  | 42         | 10         | CI              | 2               | 3               | -                  | -                  | -                  | -           | -           | -           | 44     | 13     |
| Totale Nocerina    | Totale Nocerina    | Totale Nocerina    | 73         | 20         |                 | 7               | 7               |                    | -                  | -                  |             | 2           | 1           | 82     | 28     |
| 2012-2013          | Avellino           | 1D                 | 28         | 14         | CI+CI-LP        | 2+0             | 1+0             | -                  | -                  | -                  | SL-PD       | 2           | 1           | 32     | 16     |
| 2013-2014          | Avellino           | B                  | 39         | 11         | CI              | 3               | 2               | -                  | -                  | -                  | -           | -           | -           | 42     | 13     |
| 2014-2015          | Avellino           | B                  | 40+1       | 16         | CI              | 2               | 0               | -                  | -                  | -                  | -           | -           | -           | 43     | 16     |
| 2015-2016          | Avellino           | B                  | 23         | 7          | CI              | 0               | 0               | -                  | -                  | -                  | -           | -           | -           | 23     | 7      |
| 2016-2017          | Avellino           | B                  | 29         | 4          | CI              | 1               | 0               | -                  | -                  | -                  | -           | -           | -           | 30     | 4      |
| 2017-2018          | Avellino           | B                  | 34         | 13         | CI              | 2               | 1               | -                  | -                  | -                  | -           | -           | -           | 36     | 14     |
| Totale Avellino    | Totale Avellino    | Totale Avellino    | 193+1      | 65         |                 | 10              | 4               |                    | -                  | -                  |             | 2           | 1           | 206    | 70     |
| 2018-2019          | Casertana          | C                  | 32+1       | 17         | CI-C            | 1               | 0               | -                  | -                  | -                  | -           | -           | -           | 34     | 17     |
| 2019-2020          | Casertana          | C                  | 21         | 9          | CI              | 1               | 0               | -                  | -                  | -                  | -           | -           | -           | 22     | 9      |
| 2020-2021          | Casertana          | C                  | 17+1       | 4+1        | -               | -               | -               | -                  | -                  | -                  | -           | -           | -           | 18     | 5      |
| Totale Casertana   | Totale Casertana   | Totale Casertana   | 70+2       | 30+1       |                 | 2               | 0               |                    | -                  | -                  |             | -           | -           | 74     | 31     |
| 2021-2022          | Paganese           | C                  | 17+1       | 4          | CI-C            | 1               | 0               | -                  | -                  | -                  | -           | -           | -           | 19     | 4      |
| 2022-2023          | Afragolese         | D                  | -          | -          | CI-D            | 0               | 0               | -                  | -                  | -                  | -           | -           | -           | -      | -      |
| 2023-2024          | Gladiator          | D                  | 9          | 2          | CI-D            | 0               | 0               | -                  | -                  | -                  | -           | -           | -           | 9      | 2      |
| Totale carriera    | Totale carriera    | Totale carriera    | 589+14     | 182+2      |                 | 27              | 12              |                    | -                  | -                  |             | 4           | 2           | 636    | 198    |

## Palmarès

### Club

#### Competizioni nazionali
- Coppa Italia Serie D: 1

Juve Stabia: 2003-2004
- Supercoppa di Lega di Prima Divisione: 2

Nocerina: 2011
Avellino: 2013
- Lega Pro Prima Divisione: 2

Nocerina: 2010-2011
Avellino: 2012-2013
- Serie C2: 1

Benevento: 2007-2008
- Serie D: 1

Juve Stabia: 2003-2004

#### Individuale
- Capocannoniere della Serie C: 1

2018-2019 (17 gol)